# ناثان كولينز
ناثان مايكل كولينز (بالإنجليزية: Nathan Michael Collins)‏ (مواليد 30 أبريل 2001 في ليكسليب، أيرلندا) هو لاعب كرة قدم أيرلندي يلعب في مركز المدافع مع نادي وولفرهامبتون واندررز في الدوري الإنجليزي الممتاز.

## روابط خارجية
- ناثان كولينز على موقع الاتحاد الأوربي (الإنجليزية)
- ناثان كولينز على موقع قاعدة بيانات كرة القدم.إي يو (الإنجليزية)
- ناثان كولينز على موقع Soccerbase.com (لاعب) (الإنجليزية)
- ناثان كولينز على موقع Soccerway.com (الإنجليزية)
- ناثان كولينز على موقع عالم كرة القدم.نت (الإنجليزية)